# Síndrome de Cobb
La Síndrome de Cobb (també denominada angiomatosi cutània-vertebral medul·lar, angiomatosi cutània-vertebral espinal o síndrome metamèrica arteriovenosa espinal) és una malaltia rara no hereditària que associa la presència d'angiomes espinals o malformacions arteriovenoses amb lesions vasculars cutànies en el mateix dermatoma. En rares ocasions es manifesta juntament amb altres trastorns de naturalesa molt dispar; com insuficiència cardíaca congestiva, medul·la ancorada o defectes cavitaris als discs òptics, per exemple. Tot i que la síndrome va ser descrita per primera vegada dècades abans, el seu reconeixement com a una nova entitat clínica fou degut a la publicació d'un cas estudiat pel neuròleg estatunidenc Stanley Cobb (1887-1968) l'any 1915.
La malaltia és una malformació vascular metamèrica que afecta les tres capes: neuroderma, mesoderma i ectoderma del segment espinal. Els seus símptomes inicials més comuns són dolor, debilitat muscular gradual, hipoestèsies sovint asimètriques, hiperreflèxia, mioclònia, ulceracions cutànies sense causa aparent i problemes en la marxa. Pot perjudicar més d'un dermatoma alhora i algunes vegades causa crisis comicials recurrents, paraplegia o tetraplegia per compressió medul·lar. Infreqüentment, evoluciona amb presència progressiva d'anomalies proliferatives benignes dels capil·lars sanguinis cutanis acompanyades de canvis hiperqueratòsics o l'aparició de formacions berrucoses i úlceres a les extremitats inferiors.
L'angioressonància magnètica i l'arteriografia espinal són les proves d'imatge més habituals avui dia emprades per diagnosticar amb certesa aquesta síndrome.
El tractament a seguir inclou diversos procediments medico-quirúrgics, que poden estar indicats o no segons sigui la simptomatologia principal i la mida de les lesions. Molts casos requereixen cirurgia i l'embolització endovascular gradual de les estructures arteriovenoses anòmales.